# Brachyramphus
Brachyramphus – rodzaj ptaków z podrodziny alk (Alcinae) w rodzinie alk (Alcidae).

## Zasięg występowania
Rodzaj obejmuje gatunki występujące na wybrzeżach północnego Pacyfiku – w północno-wschodniej Azji i północno-zachodniej Ameryce Północnej.

## Morfologia
Długość ciała 22–26 cm; masa ciała 121–357 g.

## Systematyka

### Etymologia
- Brachyramphus: gr. βραχυς brakhus „krótki”; ῥαμφος rhamphos „dziób”[4].
- Apobapton: gr. αποβαπτω apobaptō „zanurzyć się”[5]. Gatunek typowy: Colymbus marmoratus J.F. Gmelin, 1789.

### Podział systematyczny
Do rodzaju należą następujące gatunki:
- Brachyramphus perdix (Pallas, 1811) – morzyk kamczacki
- Brachyramphus marmoratus (J.F. Gmelin, 1789) – morzyk marmurkowy
- Brachyramphus brevirostris (Vigors, 1829) – morzyk krótkodzioby